# Emmy Award

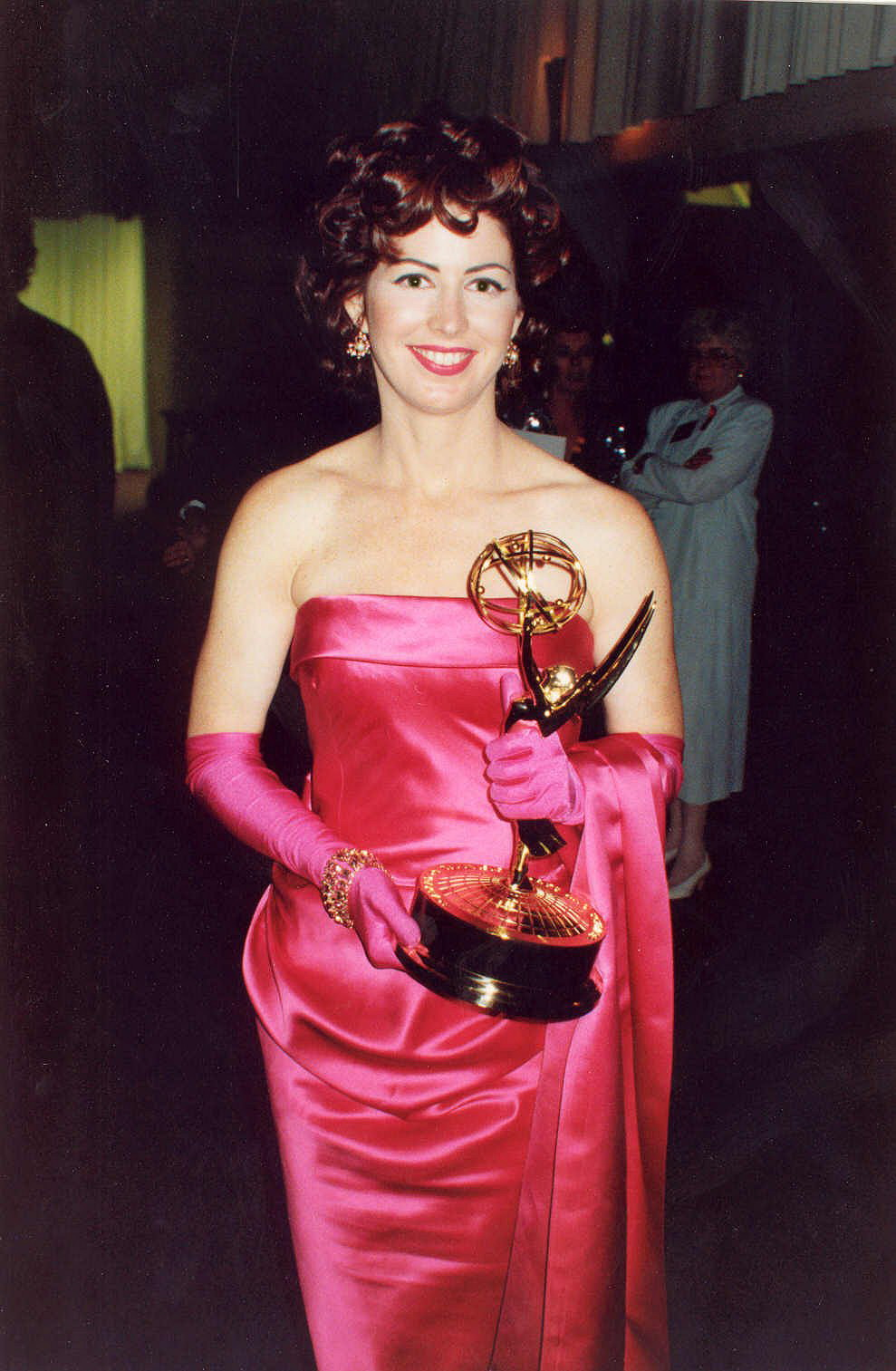
Dana Delany met een Emmy Award in 1992

De Emmy Award – kortweg Emmy – is een Amerikaanse prijs die wordt uitgereikt om buitengewone prestaties in de televisie-industrie te belonen. Er zijn verschillende categorieën en de prijzen worden op verschillende tijdstippen in het jaar uitgereikt. 
De eerste editie was in 1949. In 1974 werd de Emmy Award opgedeeld in twee categorieën: de Primetime Emmy Awards (voor in de avond uitgezonden programma's) en de Daytime Emmy Awards (voor overdag uitgezonden programma's), omdat er overdag minder televisie wordt gekeken, waardoor overdag uitgezonden titels zelden of nooit in aanmerking kwamen voor een Emmy Award. Daytime Emmy Awards worden doorgaans toegekend aan soapseries en de makers daarvan. De Primetime Emmy Award is in principe de voortzetting van de gewone Emmy Award die nu meer een verzamelnaam is voor de verschillende categorieën. In 1973 ontstond ook de International Emmy Award en sinds 1979 is er ook een Sports Emmy Award.

## Geschiedenis
De Emmy Awards, die voor het eerst werden uitgereikt in 1949, zijn een symbool van grote erkenning van de meer dan 12.000 leden van de Amerikaanse Televisieacademie. Er zijn drie organisaties die de Emmy Awards organiseren:
1. de Academy of Television Arts & Sciences (ATAS, prime time)
2. de National Academy of Television Arts & Sciences (NATAS, daytime, sports, news and documentary)
3. de International Academy of Television Arts & Sciences (IATAS, international)

Er zijn ook Emmy's uitgereikt voor buitengewone bijdragen aan de techniek van televisietransmissie en opslag. De Japanse firma Sony heeft gedurende dertig jaar een twintigtal Emmy's ontvangen voor zijn belangrijke technische ontwikkelingen die de kwaliteit van televisie sterk hebben beïnvloed, zoals beeldbuizen (Trinitron), camera's, videorecorders etc. De Amerikaanse firma Dolby heeft een zestal technische Emmy's ontvangen. Dr. Kees Schouhamer Immink ontving in 2003, als enige Nederlandse ingenieur, een persoonlijke Emmy voor buitengewone bijdragen aan de broncodes van cd, dvd en blu-ray.
Verder zijn er ook zogenaamde Lifetime achievement awards, voor personen die een belangrijke bijdrage hebben geleverd aan de (Amerikaanse) televisie-industrie.

## Winnaars
Enkele televisieseries die een Emmy hebben gewonnen, zijn: Friends, ER, The Sopranos, M*A*S*H en vier afleveringen van South Park. Het recordaantal Emmy's staat op naam van de sitcom Frasier (37 keer). Ook de actieserie 24 heeft er veel gewonnen, namelijk 17. Voor de editie van 2012 had Breaking Bad 16 nominaties.

### Belgische winnaars
- De Smurfen in 1983 en 1984: twee opeenvolgende jaren in de categorie Daytime Emmy Awards for Outstanding Children's Series naar de hand van Peyo.
- Benidorm Bastards in 2011: humorprogramma naar de hand van Tim Van Aelst en Bart Cannaerts.
- Wat Als? in 2014: Comedy Award.
- Sorry voor alles in 2017: International Emmy Award for Best Non-Scripted Entertainment.
- Hoe zal ik het zeggen? in 2018: International Emmy Award for Best Non-Scripted Entertainment.
- Restaurant Misverstand in 2024: International Emmy Award for Best Non-Scripted Entertainment

### Nederlandse winnaars
Enkele Nederlandse winnaars waren de Nederlandse documentairemakers Willy Linder, Margreet ter Woerds, Albert Reinders, Peter Tetteroo en Hugo van Lawick en verder de televisieprogramma's:
- All Stars, serie onder regie van Jean van de Velde. Aflevering 'Alle menschen werden Brüder' (2000).
- Netwerk (langlopende nieuwsverslaggeving; 2001: 'Noord-Korea', 2005: 'Terug naar Beslan').
- NOVA (langlopende nieuwsverslaggeving; 2006: 'Op jacht naar de Taliban' van verslaggever Tom Kleijn en cameraman Joris Hentenaar).
- De Nederlandse regisseur Jan Keja wint in 1978 een Emmy Award voor zijn tv-spel De Vlieg naar het verhaal van Guy de Maupassant.
- De Nederlands-Marokkaanse actrice Maryam Hassouni won op 20 november 2006 een Emmy Award in de categorie beste actrice. Hassouni kreeg de prijs voor haar rol in de televisiefilm Offers van Dana Nechushtan.
- Filmregisseur Clara van Gool won in 1997 een Emmy Award voor de BBC-productie Enter Achilles in de categorie Performing Arts.
- De Nederlandse muziek cabaretier Hans Liberg won in 1997 een Emmy Award voor zijn tv-programma Liberg zaps himself.
- De acteur Pierre Bokma ontving de Emmy Award voor beste buitenlandse acteur voor zijn rol in de telefilm De uitverkorene van de VPRO.
- Kees Schouhamer Immink won in 2003 een persoonlijke Emmy voor zijn buitengewone bijdragen aan de verbetering van de televisietechniek.
- Peter R. de Vries won de International Emmy Award voor zijn uitzending over de verdwijning van Natalee Holloway.
- De Grote Donorshow (BNN) won op 24 november 2008 een Emmy in de categorie "Non-scripted entertainment".
- The Phone (Park Lane TV) won op 23 november 2009 een Emmy Award in de categorie "Non-scripted entertainment".
- René Mioch won op 8 april 2013 met Entertainment Experience een Emmy Award in de categorie "Non-scripted entertainment".
- John de Mol (Talpa) won op 22 september 2013 met The Voice een Emmy Award in de categorie "Outstanding Reality-Competition Program".
- De in Los Angeles woonachtige Nederlandse regisseur Joris Debeij won op 26 juli 2014 een Emmy Award voor zijn documentaire Invisible Cities in de categorie "Entertainment Programming".
- In 2014 won Bianca Krijgsman een Emmy Award voor haar rol in de telefilm De Nieuwe Wereld.[1]
- In februari 2015 won productiebedrijf BIND (producenten Joram Willink en Piet-Harm Sterk) en coproducent VPRO de EMMY Kids voor de jeugdfilm Alles mag geregisseerd door Steven Wouterlood.
- Op 23 november 2015 won Maarten Heijmans een Emmy Award voor zijn vertolking van Ramses Shaffy in Ramses.
- Producent Bertram van Munster won negen keer met The Amazing Race.[2][3]
- Op 4 juni 2016 kreeg de documentaire Omaha Beach, Honor and Sacrifice een Emmy Award in de categorie 'Outstanding Documentary'. De Nederlander Fred Vogels schreef de 'original score' voor deze film die het bezoek van een aantal veteranen beschrijft aan Omaha Beach waar ze op 6 juni 1944 waren geland.
- De in Los Angeles woonachtige Nederlandse regisseur Joris Debeij won op 23 juli 2016 zijn tweede en derde Emmy Award voor twee korte documentaires die hij voor KCET heeft geregisseerd.
- In 2018 wonnen Stephane Kaas en Rutger Lemm een Emmy in de categorie ‘Arts Programming’ voor hun film Etgar Keret: Based on a True Story. De film onderzoekt hoe de Israëlische schrijver Etgar Keret zo'n goede verteller kon worden en werd uitgezonden bij Het Uur van de Wolf.
- In 2021 wonnen Nicolaas Westerhof en Sander Schouten een Emmy in de categorie "Outstanding Live Graphic Design" voor hun live virtuele representatie van de NFC Wild Card Game - Chicago Bears vs. New Orleans Saints op Nickelodeon.[4]
- In 2022 won de kinderserie Kabam! een Emmy in de categorie "Kids: Live-Action".[5]